# 一や
株式会社一や（いちや、英: ICHIYA CO.,LTD.）は、高知県高知市帯屋町にある衣料事業や飲食事業などを行う企業。
株価が低いいわゆる「低位株」銘柄の1つとして、主に短期売買を中心とする個人投資家には有名であった。

## 沿革
- 1947年3月 - 高知県高知市帯屋町に個人商店一や洋品店創業。
- 1952年6月24日 - 株式会社一や設立。
- 1973年10月 - 現在地に本社移転。
- 1994年4月14日 - 日本証券業協会に株式を店頭登録。
- 1995年3月 - 株式会社イチヤに商号変更。
- 2004年12月 - 日本証券業協会への店頭登録を取消し、ジャスダック証券取引所に株式を上場。
- 2009年
  - 5月28日 - 2009年の年頭から株価が連日1～2円の間を往復するようになったため、株式10株を1株に併合。
  - 5月29日 - 株価が前日比16円高の24円まで上昇したが、上場廃止基準（時価総額）により6月30日付での上場廃止が決定[3]。
  - 6月30日 - ジャスダック証券取引所上場廃止。
- 2010年1月 - 株式会社一やに再度商号変更。
- 2012年5月 - 香川県高松市のいろは市場に居酒屋みませを出店。（2013年3月退店）
- 2012年11月 - 株式会社ギャンブルライフを設立。

## 事業・店舗
創業当時から続く衣料事業を中心に、飲食事業や不動産事業を展開する。炭火焼肉 牛藩 蒲生店（埼玉県越谷市）を除き、店舗は高知県に構えられている。かつては、オーストラリアで主に金の採掘を専門に展開する鉱物踏査会社の株式を取得して子会社とし、「その他事業」として傘下に加えていたが、2010年10月に持株を売却し、持分法適用対象からも外れている。

### 衣料事業
衣料事業部門は、かつては紳士服を専門に取り扱っており、「イチヤ」のブランド名で店舗を多数展開していた。現在では撤退・整理により、「イチヤ」ブランドの店舗は高知市内の1店舗にまで減少している。その一方で、メンズやレディースのカジュアルファッションを取り扱う「Rubis（ルビス）」ブランドの店舗を展開するようになり、高知県内のみならず香川県や愛媛県のイオンモールにテナントとして出店していたが、いずれも閉店した。
- イチヤ 帯屋町店
- オリジナル工房 ICHIYA

かつて存在した主な店舗
- イチヤ 葛島店
- イチヤ 南国店
- イチヤ 安芸店
- Rubis 帯屋町店
- Rubis イオン綾川店（香川県綾歌郡綾川町）
- Rubis イオン新居浜店（愛媛県新居浜市）

### 飲食事業
飲食事業は「炭火焼肉 牛藩」を展開している。埼玉県に出店しており、一や唯一の高知県外店舗である。
- 鴨部店（高知県高知市）
- 北本町店（高知県高知市）
- 南国店（高知県南国市）
- 蒲生店（埼玉県越谷市）

## グループ企業
連結子会社
- 株式会社ギャンブルライフ - 餃子専門店の経営